# María Trinidad Bolívar
María Trinidad Bolívar fue la madre del único hijo del caudillo asturiano José Tomás Boves: José Trinidad Bolívar.

## Biografía
A pesar de que María Trinidad era mulata y Boves español, éste sin ningún prejuicio social o racial le propuso matrimonio, sin evidencias de que María Trinidad haya aceptado. Boves visitaba a María Trinidad con frecuencia en su casa en la ciudad de Valencia. En Valencia, Venezuela, María Trinidad protegió al realista Vicente Berroterán con quien algunos autores aseguran tuvo amores. Sin embargo, la verdad es que Berroterán fue un personaje inventado por Francisco Herrera Luque en su novela Boves, el Urogallo. Los descendientes de María Trinidad y Boves aún viven en Valencia.
María Trinidad fue violada y vilmente linchada en su posada frente a su hijo por las turbas independentistas durante el asedio de Valencia, luego su cuerpo desnudo fue arrastrado por la ciudad, hecho que fue vengado por el propio José Tomás Boves arrasando a sangre y fuego a la ciudad, en la feroz persecución contra los independentistas en todo el año 1814; en que también murió Boves herido en batalla.